# Shirozuella nibagou
Shirozuella nibagou – gatunek chrząszcza z rodziny biedronkowatych i podrodziny Coccinellinae. Występuje w Chinach.

## Taksonomia
Gatunek ten opisany został po raz pierwszy w 2000 roku przez Yu Guoyue w książce pod redakcją Shen Xiaochena i Pei Haichao 河南昆虫分类区系研究 第四卷伏牛山南坡及大别山区昆虫 (ang. The Fauna and Taxonomy of Insects in Henan. Vol. 4. Insects of the Mountains Funiu and Dabie Regions). Jako miejsce typowe wskazano Nibagou w powiecie Baixing na terenie chińskiej prowincji Syczuan. Epitet gatunkowy pochodzi od miejsca typowego.

## Morfologia
Chrząszcz o podługowato-owalnym, słabo wysklepionym ciele długości około 1,9 mm i szerokości około 1,2 mm, z wierzchu porośniętym przerzedzonym owłosieniem. Głowa ma ubarwienie czarne. Czoło pokryte jest drobnymi punktami, oddalonymi od siebie na odległość wynoszącą od 2 do 3 ich średnic. Przedplecze jest czarne, punktowane drobniej niż głowa. Trójkątna tarczka ma czarne ubarwienie. Pokrywy są czarniawe z parą wielkich, wykrojonych w częściach przednio-bocznych, żółtawobrązowych plam pośrodku. Punktowanie pokryw jest większe niż na przedpleczu, bezładne, punkty rozstawione są na odległość wynoszącą od 0,2 do 0,5 ich średnicy. Spód ciała jest czarniawy. Przedpiersie i śródpiersie (mezowentryt) są słabo szagrynowane i niewyraźnie punktowane. Odnóża są czarniawe. Linie udowe na pierwszym widocznym sternicie odwłoka (wentrycie) są kompletne i dochodzą do połowy jego długości. Genitalia samca mają płat środkowy (ang. penis guide) w widoku brzusznym krótki, przysadzisty, równoległoboczny, tylko w wierzchołkowej 1/7 gwałtownie zwężony ku sutkowatemu wierzchołkowi, w widoku bocznym zaś wąski, najszerszy u nasady, zwężający się ku lekko zakrzywionemu i zaostrzonemu szczytowi. Smukłe i proste paramery są dłuższe od tegoż płata. Samo prącie jest krótkie i grube. Genitalia samicy mają wydłużone i ku tępym szczytom zwężone gonokoksyty z małymi, ale wyraźnymi gonostylikami.

## Rozprzestrzenienie
Owad endemiczny dla Chin, znany tylko z lokalizacji typowej w Syczuanie.